# HP 110
Le Hewlett-Packard HP 110, nommé également HP  Portable et HP 45710A est un ordinateur portable compatible MS-DOS commercialisé en 1984. Il utilise le microprocesseur Harris 80C86 qui est cadencé à 5.33MHz. Il possède un écran à cristaux liquides monochrome de 16 lignes de 80 caractères d'une résolution de 480 par 128 pixels, fait fonctionner MS-DOS 2.11 dans la ROM et dispose des programmes MemoMaker, Terminal Emulator et Lotus 1-2-3 dans la ROM.
L'écran LCD peut être incliné pour plus de visibilité et peut être replié sur le clavier pour être transporté contrairement à des ordinateurs comme le TRS-80 Model 100, où le clavier et l'écran se retrouvent sur la même surface plate. Il est vendu 2995 US$ (7810$ aujourd'hui).

## HP 100 Plus
En 1985, le HP,nommé également HP Portable Plus et HP 45711A, est commercialisé. Il dispose d'un modem interne plus rapide, plus d'applications, un prix réduit et un écran amélioré de 25 lignes de 80 caractères, ce qui a agrandi la compatibilité avec les applications de bureau.

## Réception
En janvier 1985, le magazine BYTE a reconnu le prix élevé de l'HP 110, mais a déclaré que c'était  "un ordinateur avec des vraies capacités d'un ordinateur de bureau et qui y vaut le prix pour ceux qui en ont besoin".
Le magazine Creative Computing a déclaré que le 110 est "le gagnant écrasant" dans la catégories des ordinateurs portables quand "le prix ne compte pas" en 1984. Le magazine a également affiché que le prix est "étonnamment modeste" pour son matériel, Lotus 1-2-3 et d'autres logiciel et un excellent service client du fabricant